# Rush (série de jeux vidéo)
Pour les articles homonymes, voir Rush.
Rush désigne une série de jeux vidéo de course développés par Midway Games sur borne d'arcade et sur consoles de salon entre 1996 et 2005.

## La série
- San Francisco Rush: Extreme Racing
- San Francisco Rush: The Rock - Alcatraz Edition
- Rush 2: Extreme Racing USA
- San Francisco Rush 2049
- L.A. Rush